# رئیس‌جمهور کنیا
رئیس‌جمهور کنیا (انگلیسی: President of Kenya) رئیس کشور و رئیس دولت کنیا است. رئیس‌جمهور همچنین فرمانده کل نیروهای دفاعی کنیا است. ویلیام روتو، رئیس‌جمهور فعلی این کشور از ۱۳ سپتامبر ۲۰۲۲ در این سمت فعالیت می‌کند.